# Jarmila Hassan Abdel Wahab
Jarmila Hassan Abdel Wahab est une chanteuse soprano née le 17 avril 1917 à Prague dans la République tchèque et morte le 24 avril 1996 à Studnice. Elle est citoyenne de la République tchèque et de l'Égypte.